# Uniwersytet w Akronie
Uniwersytet w Akronie (ang. University of Akron) – amerykańska uczelnia publiczna z siedzibą w Akronie w stanie Ohio, założona w 1870 roku jako niewielkie kolegium związane z, nieistniejącym już, Amerykańskim Kościołem Uniwersalistycznym (Universalist Church of America). W 1913 stała się własnością miasta Akron, a od 1967 należy do stanu Ohio.
Instytucja kształci ponad 29 tysięcy studentów i zatrudnia około 1900 pracowników naukowych. Jest ważnym ośrodkiem badania polimerów (należy do niej Goodyear Polymer Center).

## Jednostki organizacyjne
Uniwersytet w Akronie składa się z następujących jednostek organizacyjnych:

- Buchtel College of Arts and Sciences
- College of Business Administration
- College of Creative and Professional Arts
- College of Education
- College of Engineering
- College of Health Sciences and Human Services
- School of Law
- College of Nursing
- College of Polymer Science & Polymer Engineering
- Honors College
- The Graduate School
- University College
- Wayne College
- Summit College

## Rankingi
Uniwersytet w Akronie zajmuje 585 miejsce (na 650) w rankingu najlepszych uczelni w Stanach Zjednoczonych prowadzonym przez magazyn Forbes.
Akademicki Ranking Uniwersytetów Świata ostatni raz klasyfikował uczelnię w 2008. Od tego czasu uczelnia zajmuje miejsce poniżej 500.